# Фронт Можайської лінії оборони
Фронт Можа́йської лі́нії оборо́ни — оперативно-стратегічне об'єднання сухопутних військ радянських військ, фронт у складі Збройних сил СРСР під час Німецько-радянської війни з 18 липня по 30 липня 1941.

## Історія

### Перше формування
Сформований на західному напрямку 18 липня 1941 року на підставі наказу Ставки ВГК від 18 липня 1941 року для організації оборони по Можайській оборонній лінії. Функції штабу фронту виконував штаб Московського військового округу.
30 липня 1941 року на підставі наказу Ставки ВГК від 30 липня 1941 року фронт був розформований, його війська передані до складу Резервного фронту.

## Склад
- 32-га армія
- 33-тя армія
- 34-та армія

## Командування
- Командувачі:
  - генерал-лейтенант Артем'єв П. А. (18 липня — 30 липня 1941).